# Classe Navigatori
La Classe Navigatori était initialement une série de douze croiseurs éclaireurs (en italien : esploratore), construite après la Première Guerre mondiale pour la Regia Marina par divers chantiers navals italiens dont les chantiers Ansaldo de Gênes.

Lancés entre 1928 et 1930 les navires seront reclassés comme destroyer en septembre 1938. Ils portent tous le nom d'un célèbre navigateur italien.

## Histoire
La classe Navigator a été la dernière classe d'"explorateurs" conçue et construite pour la Regia Marina, à une époque où les stratégies de la guerre maritime étaient déjà en train de changer et où l'aviation jouait déjà un rôle prédominant dans les missions de reconnaissance et de progression. Pour comprendre les raisons qui ont poussé la Regia Marina à adopter un type de navire qui était en soi obsolète, il est nécessaire de faire un pas en arrière.
À partir de l'Unification de l'Italie, l'idée d'une expansion impérialiste commence à faire son chemin dans la classe politique italienne. L'un des objectifs les plus prévisibles était l'hégémonie en Méditerranée et pour faire de la Méditerranée un "mare nostrum", il était nécessaire d'avoir le contrôle maritime et naval. Ces concepts font de la France le principal adversaire naval potentiel de l'Italie et les frictions entre les deux nations approchent de la limite du clash lorsque la Première Guerre mondiale, avec la nécessité de faire front commun contre le risque d'hégémonie des Empires centraux, refroidit temporairement ces frictions. Lorsque le conflit se termine victorieusement, les tensions reprennent et, après le traité de Washington de 1920 dans lequel l'Italie, soutenue par la Grande-Bretagne, obtient la parité de tonnage avec la France, donnent l'impulsion à une stratégie de réarmement naval visant entièrement à concurrencer la flotte française. En effet, jusqu'à environ 1936, les stratèges italiens considéraient comme l'hypothèse de guerre la plus probable celle d'une guerre contre la France, qui aurait été menée principalement sur terre et dans laquelle les batailles navales auraient été des épreuves de force entre les grandes flottes des deux pays.
Dans cette vision de la guerre navale classique, outre le développement des cuirassés et des croiseurs lourds, la Regia Marina reprend la réflexion sur l'utilisation des explorateurs, car elle ne considère pas l'arme aérienne suffisamment fiable et trop limitée par les distances et les conditions atmosphériques. Par conséquent, sous l'impulsion de la concurrence avec des navires français similaires (en particulier les grands destroyers des classes Jaguar et Guépard), la Regia Marina a commencé la conception et la construction des croiseurs légers de la classe Condottieri d'une part et des explorateurs de la classe Navigatori d'autre part.
Les objectifs du projet comprenaient, tout d'abord, une très grande vitesse, un armement anti-navires conséquent et une autonomie discrète. Hormis la vitesse, aucun des autres objectifs n'a été atteint de manière à égaler les navires français susmentionnés, qui étaient plus grands et mieux armés. Le coût n'était cependant pas indifférent, surtout pour les maigres ressources que l'État italien pouvait consacrer à l'industrie de la guerre : en effet, chaque unité, sans compter l'armement et les autres accessoires militaires et de service, coûtait environ 21 millions de lires italiennes de l'époque, soit environ 17 millions d'euros aujourd'hui (2007).
Au moment de leur entrée en service, ces explorateurs étaient donc un type de navire déjà obsolète et les marines de guerre des autres nations se tournaient déjà vers des types de navires plus modernes. Cependant, les Navigateurs, bien que très critiqués à leur apparition et au cours des années suivantes, grâce à leurs caractéristiques d'armement et, dans l'ensemble, de bonne navigabilité, se sont révélés être des navires bien adaptés à une tâche très différente de celle d'origine, mais qui deviendra prééminente pendant la Seconde Guerre mondiale : l'escorte de convois pour la protection du trafic maritime.

## Conception
Commandés en 1926, ces navires ont été construits pour la Regia Marina en réponse aux grands contre-torpilleurs des classes Jaguar et Guépard construits pour la Marine française. Ces navires étaient nettement plus grands que les autres destroyers italiens contemporains et étaient initialement classés comme croiseur éclaireur, la reconnaissance aérienne prenant alors de l'ampleur. Ils ont été reclassés dans la catégorie des destroyers en 1938.
Les navires de la classe Navigatori avaient une longueur totale de 107,3 mètres, une largeur de 10,2 mètres et un tirant d'eau moyen de 3,5 mètres. Ils déplaçaient 1 900 tonnes à charge normale et 2 580 tonnes à charge profonde. Leur effectif en temps de guerre était de 222-225 officiers et hommes de troupe.
Les Navigatori étaient propulsés par deux turbines à vapeur Belluzzo, chacune entraînant un arbre d'hélice et utilisant la vapeur fournie par quatre chaudières Yarrow. Les turbines étaient conçues pour produire 55 000 chevaux-vapeur (41 000 kW) et une vitesse de 32 nœuds (59 km/h) en service, bien que les navires aient atteint des vitesses de 38-41 nœuds (70-76 km/h) pendant leurs essais en mer alors qu'ils étaient légèrement chargés.Ils transportaient suffisamment de mazout qui devait leur donner une autonomie de 3 800 milles nautiques (7 000 km) à une vitesse de 18 nœuds (33 km/h).
Leur batterie principale était composée de six canons de 120 millimètres dans trois tourelles jumelées, une à l'avant et à l'arrière de la superstructure et la troisième au milieu du navire. La défense antiaérienne (AA) des navires de la classe Navigatori était assurée par une paire de canons AA de 40 millimètres dans des supports simples situés à l'avant de la cheminée et une paire de supports jumelés pour des mitrailleuses de 13,2 millimètres. Ils étaient équipés de six tubes lance-torpilles de 533 millimètres dans deux supports triples au milieu du navire. Le Navigatori pouvait transporter de 86 à 104 mines.
Les navires étaient rapides, mais manquaient de stabilité et ont été reconstruits avec des étraves en forme de clipper, une largeur accrue et une superstructure réduite à la fin des années 1930.
Pendant la guerre, les tubes lance-torpilles ont été remplacées par des tubes triples de 533 mm et des canons anti-aériens supplémentaires ont été ajoutés.
À l'origine, un hydravion Macchi M.5 logé dans un hangar sur une plateforme devait être embarqué.

## Unités
| DM              | Alvise da Mosto        | Cantieri Navali del Quarnaro à Fiume (Croatie)               | 1er juillet 1929 | 15 mars 1931      | coulé le 1er décembre 1941 |
| DN              | Antonio da Noli        | Cantieri Navali del Tirreno à Riva Trigoso à Gênes           | 22 mai 1929      | 29 décembre 1929  | coulé le 9 septembre 1943  |
| DR              | Nicoloso da Recco      | Cantieri Navali Riuniti à Ancône                             | 5 janvier 1930   | 20 mai 1930       | radié le 15 juillet 1954   |
| DV              | Giovanni da Verrazzano | Cantieri Navali del Quarnaro à Fiume (Croatie)               | 15 décembre 1928 | 25 septembre 1930 | coulé le 19 octobre 1942   |
| MC (MO en 1942) | Lanzerotto Malocello   | Cantiere navale di Sestri Ponente - Cantieri Ansaldo à Gênes | 14 mars 1929     | 18 janvier 1930   | coulé le 24 mars 1943      |
| PN              | Leone Pancaldo         | Cantieri Navali del Tirreno à Gênes                          | 5 février 1929   | 30 novembre 1929  | coulé le 30 avril 1943     |
| PS              | Emanuele Pessagno      | Tirreno e Riuniti à Ancône                                   | 12 août 1929     | 10 mars 1931      | coulé le 29 mai 1942       |
| PI              | Antonio Pigafetta      | Cantieri Navali del Quarnaro à Fiume (Croatie)               | 10 novembre 1929 | 1er mai 1931      | coulé le 17 février 1945   |
| TA              | Luca Tarigo            | Cantieri Ansaldo à Gênes                                     | 9 décembre 1928  | 16 novembre 1929  | radié le 16 avril 1941     |
| US              | Antonietto Usodimare   | Cantiere navale di Sestri Ponente à Gênes                    | 12 mai 1929      | 21 novembre 1929  | coulé le 8 juin 1942       |
| VI              | Ugolino Vivaldi        | Cantiere navale di Sestri Ponente à Gênes                    | 9 juin 1929      | 6 mars 1930       | coulé le 10 septembre 1943 |
| ZE              | Nicolò Zeno            | Cantieri Navali del Quarnaro à Fiume (Croatie)               | 12 août 1928     | 27 mars 1930      | coulé le 9 septembre 1943  |